# Грамота

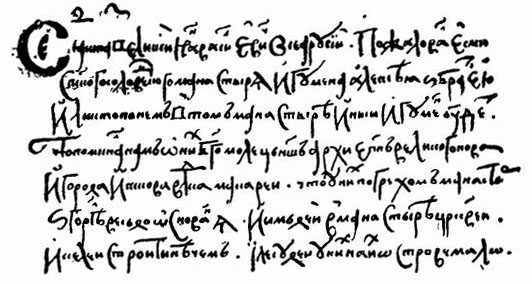

Гра́мота (від грец. γράμματα (ґраммата)— «лист», «писальний папір») — офіційний письмовий акт правового значення, документ, що свідчить або встановлює що-небудь. Також — документ, яким нагороджують за успіхи в якійсь справі. У джерелознавстві — лист, послання або який-небудь запис до XVI ст.

## Класифікація

### Історичні грамоти
У Київській Русі грамота — це будь-який письмовий документ, згодом (з 15 ст.) — тільки акт правового значення, тобто документ, що визначав майнові та інші права, привілеї або обов'язки окремих осіб, церков, монастирів тощо. Грамоти складалися князями й царями (або за їх дорученням), а також церквою і приватними особами.
Грамоти поділялися на урядові (жалувані грамоти, указні, судні), приватні (роздільні, мінові, купчі та ін.), церковні (настольні, тарханні та ін.). Серед перших розрізняють жалувані Грамоти — на виняткові права станам, монастирям, церквам та окремим особам; уставні — про діяльність органів місцевого управління (напр. Двінська 1397, Білозерська 1539) і судні — про діяльність суду (напр. Новгородська і Псковська судні грамоти).
Спершу грамоти писалися на бересті, дошках, лубі, пергаменті, а з 14–15 ст. — на папері з позначенням дати, підписом і печатками осіб, що їх давали (князів, царів, церкви та ін.). Найдавнішою грамотою, відомою в Київській Русі є згадувана в літопису під 996 р. грамота великого князя Володимира Святославича київській церкві Богородиці на володіння землею.

### Нагороджувальні

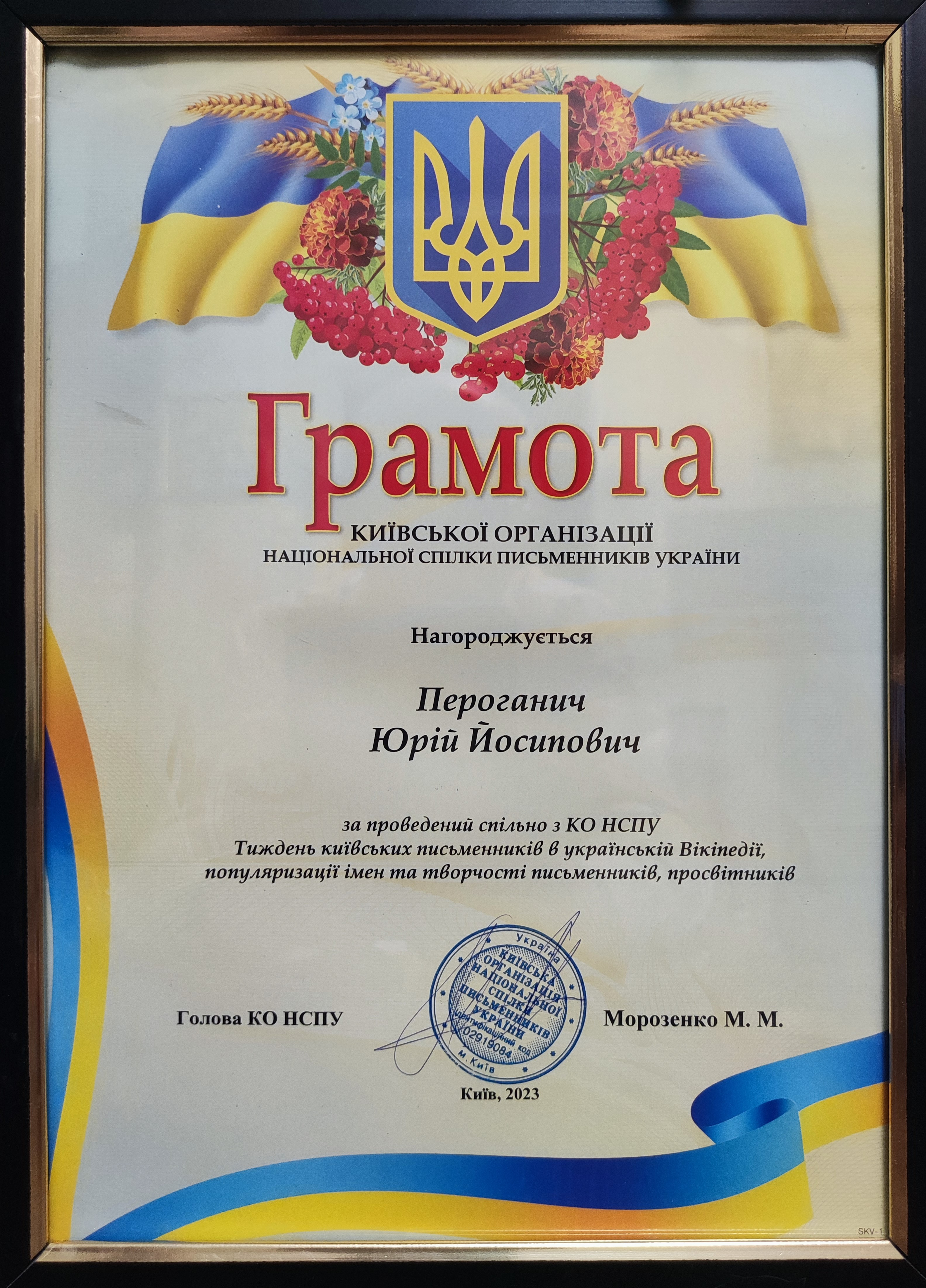
Грамота Київської організації НСПУ

Документ, що свідчить про відзначення (наприклад, Почесна грамота Кабінету Міністрів України).

### Дипломатичні
Певні дипломатичні документи — вірчі грамоти, відкличні грамоти.

## Типи
- Берестяна грамота
- Вірча грамота / Відклична грамота
- Духовна грамота
- Жалувана грамота
- Почесна грамота
- Статутна грамота

### Довідники
- УРЕ. — К., 1962. — Т. 3.
- Бутич І. Л. Грамоти // Енциклопедія історії України / редкол.: В. А. Смолій та ін. ; Інститут історії України НАН України. — К. : Наукова думка, 2004. — Т. 2 : Г — Д. — 518 с. : іл. — ISBN 966-00-0405-2. — С. 185.
- Грамоти XIV ст. [Архівовано 22 листопада 2019 у Wayback Machine.] / Упорядкування, вступна стаття, коментарі і словники-покажчики М. М. Пещак. — К., 1974. — 256 с.
- Київські грамоти XV в. / Шахматов О., Кримський А. Нариси з історії української мови та хрестоматія з пам'ятників письменської старо-українщини XI—XVIII в.в. — К.: Друкар, 1922. — С. 166—168.
- Матвієнко В. М. Відкличні грамоти // Українська дипломатична енциклопедія: У 2-х т./ Редкол.:Л. В. Губерський (голова) та ін. — К: Знання України, 2004 — Т.1 — 760с. ISBN 966-316-039-X
- Грамота [Архівовано 5 листопада 2019 у Wayback Machine.] // Юридична енциклопедія : [у 6 т.] / ред. кол.: Ю. С. Шемшученко (відп. ред.) [та ін.]. — К. : Українська енциклопедія ім. М. П. Бажана, 1998. — Т. 1 : А — Г. — 672 с. — ISBN 966-7492-00-X.
- Новгородська судна грамота [Архівовано 5 листопада 2019 у Wayback Machine.] // Юридична енциклопедія : [у 6 т.] / ред. кол.: Ю. С. Шемшученко (відп. ред.) [та ін.]. — К. : Українська енциклопедія ім. М. П. Бажана, 2002. — Т. 4 : Н — П. — 720 с. — ISBN 966-7492-04-4.
- Почесна грамота [Архівовано 28 вересня 2020 у Wayback Machine.] // Юридична енциклопедія
- Грамота // Українська мала енциклопедія : 16 кн. : у 8 т. / проф. Є. Онацький. — Накладом Адміністратури УАПЦ в Аргентині. — Буенос-Айрес, 1958. — Т. 1, кн. II : Літери В — Ґ. — С. 277. — 1000 екз.
- [https://archive.org/stream/literaturoznavchat1#page/n239/mode/2up Грамоти] // Літературознавча енциклопедія : у 2 т. / авт.-уклад. Ю. І. Ковалів. — Київ : ВЦ «Академія», 2007. — А — Л. — С. 240-241.